# Aurelian (imię)
Aurelian – imię męskie pochodzące od łac. Aurelianus. Pierwotnie przydomek (cognomen) od gentilicium Aurelius, oznaczający „należący do rodu Aurelia”, a wywodzi się pośrednio od słowa łac. aureolus – „złocisty”. Możliwe jest też pochodzenie imienia od nazwy szczepu galijskiego Aureliani ze stolicą w Cenabum (późniejsze Aurelianensis, dzisiejszy Orlean).
Łacińskie Aurelius mogło być używane jako imię (praenomen) i nazwisko (gentilicium).
Żeńskim odpowiednikiem była Aureliana.
Aurelian imieniny obchodzi: 8 maja, 16 czerwca i 4 lipca.
Znane osoby noszące imię lub nazwisko Aurelian:
- Lucjusz Domicjusz Aurelian — cesarz rzymski
- Aurelian z Réôme (IX w.) — francuski zakonnik, pisarz i teoretyk muzyki
- Aurelian Andreescu (1942—1986) — rumuński piosenkarz
- Aurélien Capoue (ur. 1982) — piłkarz francuski
- Aureliano Torres (ur. 1982) — piłkarz paragwajski